# Lasiochira congoensis
Lasiochira congoensis is een vlinder uit de familie van de sikkelmotten (Oecophoridae). De wetenschappelijke naam van de soort is voor het eerst geldig gepubliceerd in 2001 door Alexandr L. Lvovsky.

## Type
- holotype: "male, 9-20.I.1967. leg. Jilly. genitalia slide No. 10"
- instituut: SMNS, Stuttgart, Duitsland
- typelocatie: "Congo [Zaire], Kivu, Lwiro"